# Laurentius Odonis
Laurentius Odonis, död 1417, var en svensk präst.
Laurentius Odonis anger sig samma år som han avled var 72 år gammal. Ursprungligen verkar han har arbetat som kansliklerk och verkar ha författat ett exemplar av Edsviksfördraget som slöts i april 1371 mellan Håkan Magnusson och Albrekt av Mecklenburg Han inskrevs 1372 vid universitetet i Prag. Senast 1374 var han kanik i Linköping och var från åtminstone 1375 även kanik i Växjö. Laurentius Odonis skall ha deltagit i valet av Nils Hermansson till biskop i Linköpings stift och skall enligt egna uppgifter sedan ha följt honom till Avignon för att vinna påvens bekräftelse på valet och sedan vistats med biskopen i Visby fram till 1376 då de av Albrekt av Mecklenburg tilläts återvända till Linköpings stift. Laurentius Odonis arbetade under tiden därefter med att sammanställa skrifter för Heliga Birgittas kanonisering och att fastställa klosterregler för hennes orden. Han fungerade troligen som notarie åt påvens nuntie och kollektor i Sverige Guido de Gruces som verkade i Sverige från 1366.  I Växjö verkar han inte ha varit särskilt aktiv men deltog vid biskopsvalet 1382. Senare arbetade han med vittnesmålen i kanoniseringsprocesserna för Ingrid av Skänninge och Nicolaus Hermanni. 1405 blev han domprost i Linköpings stift.
Han sigill innehöll ett manshuvud. Tidigare har Laurentius Odonis kopplats samman med en vapensköld på en altarbrunn i Linköpings domkyrkas Birgittaaltare, vilket gjort att en del äldre källor menat att han skulle ha tillhört Vinstorpaätten. Någon sådan koppling finns troligen inte.